# Nations Cup de 1995
Nations Cup de 1995 foi a nona edição da competição, um evento anual de patinação artística no gelo organizado pela Deutsche Eislauf-Union, e que fez parte do Champions Series de 1995–96. A competição foi disputada entre os dias 23 de novembro e 25 de novembro, na cidade de Gelsenkirchen, Alemanha.

## Eventos
- Individual masculino
- Individual feminino
- Duplas
- Dança no gelo

## Medalhistas
| Evento                        | Ouro                                         | Prata                                      | Bronze                                      |
| Individual masculino detalhes | Viacheslav Zagorodniuk · Ucrânia             | Alexei Urmanov · Rússia                    | Todd Eldredge · Estados Unidos              |
| Individual feminino detalhes  | Michelle Kwan · Estados Unidos               | Maria Butyrskaya · Rússia                  | Nicole Bobek · Estados Unidos               |
| Duplas detalhes               | Marina Eltsova · Andrei Bushkov · Rússia     | Mandy Wötzel · Ingo Steuer · Alemanha      | Elena Berezhnaya · Oleg Shliakhov · Letônia |
| Dança no gelo detalhes        | Anjelika Krylova · Oleg Ovsyannikov · Rússia | Irina Romanova · Igor Yaroshenko · Ucrânia | Irina Lobacheva · Ilia Averbukh · Rússia    |

## Resultados

### Individual masculino
| Pos.              | Nome                   | Nacionalidade  | Pontos | PC | PL |
| ----------------- | ---------------------- | -------------- | ------ | -- | -- |
| Medalha de ouro   | Viacheslav Zagorodniuk | Ucrânia        | 2.5    | 1  | 2  |
| Medalha de prata  | Alexei Urmanov         | Rússia         | 3.0    | 4  | 1  |
| Medalha de bronze | Todd Eldredge          | Estados Unidos | 4.5    | 3  | 3  |
| 4                 | Scott Davis            | Estados Unidos | 6.0    | 2  | 5  |
| 5                 | Andrejs Vlascenko      | Alemanha       | 7.5    | 5  | 4  |
| 6                 | Michael Shmerkin       | Israel         | 9.0    | 6  | 6  |
| 7                 | Sébastien Britten      | Canadá         | 12.0   | 10 | 7  |
| 8                 | Francis Gastellu       | França         | 12.0   | 8  | 8  |
| 9                 | Oleg Tataurov          | Rússia         | 12.5   | 7  | 9  |
| 10                | Nicolas Pétorin        | França         | 14.5   | 9  | 10 |
| 11                | Mirko Eichhorn         | Alemanha       | 16.5   | 11 | 11 |
| 12                | Shin Amano             | Japão          | 18.0   | 12 | 12 |

### Individual feminino
| Pos.              | Nome             | Nacionalidade  | Pontos | PC | PL |
| ----------------- | ---------------- | -------------- | ------ | -- | -- |
| Medalha de ouro   | Michelle Kwan    | Estados Unidos | 1.5    | 1  | 1  |
| Medalha de prata  | Maria Butyrskaya | Rússia         | 3.0    | 2  | 2  |
| Medalha de bronze | Nicole Bobek     | Estados Unidos | 5.5    | 5  | 3  |
| 4                 | Tanja Szewczenko | Alemanha       | 5.5    | 3  | 4  |
| 5                 | Elena Liashenko  | Ucrânia        | 8.0    | 4  | 6  |
| 6                 | Susan Humphreys  | Canadá         | 8.5    | 7  | 5  |
| 7                 | Rena Inoue       | Japão          | 10.0   | 6  | 7  |
| 8                 | Evelyn Großmann  | Alemanha       | 12.5   | 9  | 8  |
| 9                 | Malika Tahir     | França         | 13.0   | 8  | 9  |

### Duplas
| Pos.              | Nome                                      | Nacionalidade  | Pontos | PC | PL |
| ----------------- | ----------------------------------------- | -------------- | ------ | -- | -- |
| Medalha de ouro   | Marina Eltsova / Andrei Bushkov           | Rússia         | 2.0    | 2  | 1  |
| Medalha de prata  | Mandy Wötzel / Ingo Steuer                | Alemanha       | 2.5    | 1  | 2  |
| Medalha de bronze | Elena Berezhnaya / Oleg Shliakhov         | Letônia        | 5.0    | 4  | 3  |
| 4                 | Kyoko Ina / Jason Dungjen                 | Estados Unidos | 5.5    | 3  | 4  |
| 5                 | Natalia Krestianinova / Alexei Torchinsky | Rússia         | 7.5    | 5  | 5  |
| 6                 | Marie-Claude Savard-Gagnon / Luc Bradet   | Canadá         | 10.0   | 8  | 6  |
| 7                 | Silvia Dmitrov / Rico Rex                 | Alemanha       | 10.0   | 6  | 7  |
| 8                 | Elena Belousovskaya / Alexander Potalov   | Ucrânia        | 12.5   | 9  | 8  |
| 9                 | Sarah Abitbol / Stéphane Bernadis         | França         | 12.5   | 7  | 9  |
| 10                | Line Haddad / Sylvaine Privé              | França         | 15.0   | 10 | 10 |
| 11                | Cheryl Marker / Todd Price                | Estados Unidos | 17.0   | 12 | 11 |
| 12                | Allison Gaylor / David Pelletier          | Canadá         | 17.5   | 11 | 12 |

### Dança no gelo
| Pos.              | Nome                                  | Nacionalidade  | Pontos | DC | DO | DL |
| ----------------- | ------------------------------------- | -------------- | ------ | -- | -- | -- |
| Medalha de ouro   | Anjelika Krylova / Oleg Ovsiannikov   | Rússia         | 2.0    | 1  | 1  | 1  |
| Medalha de prata  | Irina Romanova / Igor Yaroshenko      | Ucrânia        | 4.0    | 2  | 2  | 2  |
| Medalha de bronze | Irina Lobacheva / Ilia Averbukh       | Rússia         | 6.0    | 3  | 3  | 3  |
| 4                 | Renée Roca / Gorsha Sur               | Estados Unidos | 8.0    | 4  | 4  | 4  |
| 5                 | Margarita Drobiazko / Povilas Vanagas | Lituânia       | 10.0   | 5  | 5  | 5  |
| 6                 | Kati Winkler / René Lohse             | Alemanha       | 12.0   | 6  | 6  | 6  |
| 7                 | Chantal Lefebvre / Michel Brunet      | Canadá         | 14.0   | 7  | 7  | 7  |
| 8                 | Agnes Jacquemard / Alexis Gayet       | França         | 16.0   | 8  | 8  | 8  |
| 9                 | Stephanie Guardia / Frank Laporte     | França         | 18.0   | 9  | 9  | 9  |
| 10                | Amy Webster / Ron Kravette            | Estados Unidos | 20.0   | 10 | 10 | 10 |
| 11                | Aya Kawai / Hiroshi Tanaka            | Japão          | 23.0   | 12 | 12 | 11 |
| 12                | Tarja Kuhlfluck / Ralf Seidel         | Alemanha       | 23.0   | 11 | 11 | 12 |

## Quadro de medalhas
| Ordem | País           | Medalha de ouro | Medalha de prata | Medalha de bronze |    | Ordem por total |
| ----- | -------------- | --------------- | ---------------- | ----------------- | -- | --------------- |
| 1     | Rússia         | 2               | 2                | 1                 | 5  | 1               |
| 2     | Ucrânia        | 1               | 1                |                   | 2  | 3               |
| 3     | Estados Unidos | 1               |                  | 2                 | 3  | 2               |
| 4     | Alemanha       |                 | 1                |                   | 1  | 4               |
| 5     | Letônia        |                 |                  | 1                 | 1  | 4               |
| TOTAL | TOTAL          | 4               | 4                | 4                 | 12 | —               |